# Dunišiće
Dunišiće (Servisch cyrillisch Дунишиће) is een plaats in de Servische gemeente Sjenica. De plaats telt 190 inwoners (2002).